# Toulouges
Toulouges (katalanisch: Toluges) ist eine französische Gemeinde mit 7.375 Einwohnern (Stand: 1. Januar 2022) im Département Pyrénées-Orientales in der Region Okzitanien. Sie gehört zum Arrondissement Perpignan und zum Kanton Perpignan-6. Die Einwohner heißen Toulougiens.

## Geographie
Toulouges liegt am kleinen Fluss Basse, der in Perpignan in die Têt mündet.
Umgeben wird Toulouges von den Nachbargemeinden Perpignan im Nordosten und Osten, Canohès im Süden, Thuir im Südwesten und Le Soler im Westen und Nordwesten.
Toulouges liegt in den Weinbaugebieten Rivesaltes und Côtes du Roussillon. Hier wird unter anderem der Muscat de Rivesaltes angebaut.
Durch die Gemeinde führt die frühere Route nationale 612a (heute als Départementstraße 612a).

## Geschichte
Erwähnt wurde der Ort erstmals 908 als Tulogias.

## Bevölkerungsentwicklung
| 1962                       | 1968 | 1975 | 1982 | 1990 | 1999 | 2006 | 2011 |
| -------------------------- | ---- | ---- | ---- | ---- | ---- | ---- | ---- |
| 1524                       | 2117 | 2868 | 3637 | 4955 | 5396 | 5701 | 6248 |
| Quellen: Cassini und INSEE |      |      |      |      |      |      |      |

## Sehenswürdigkeiten

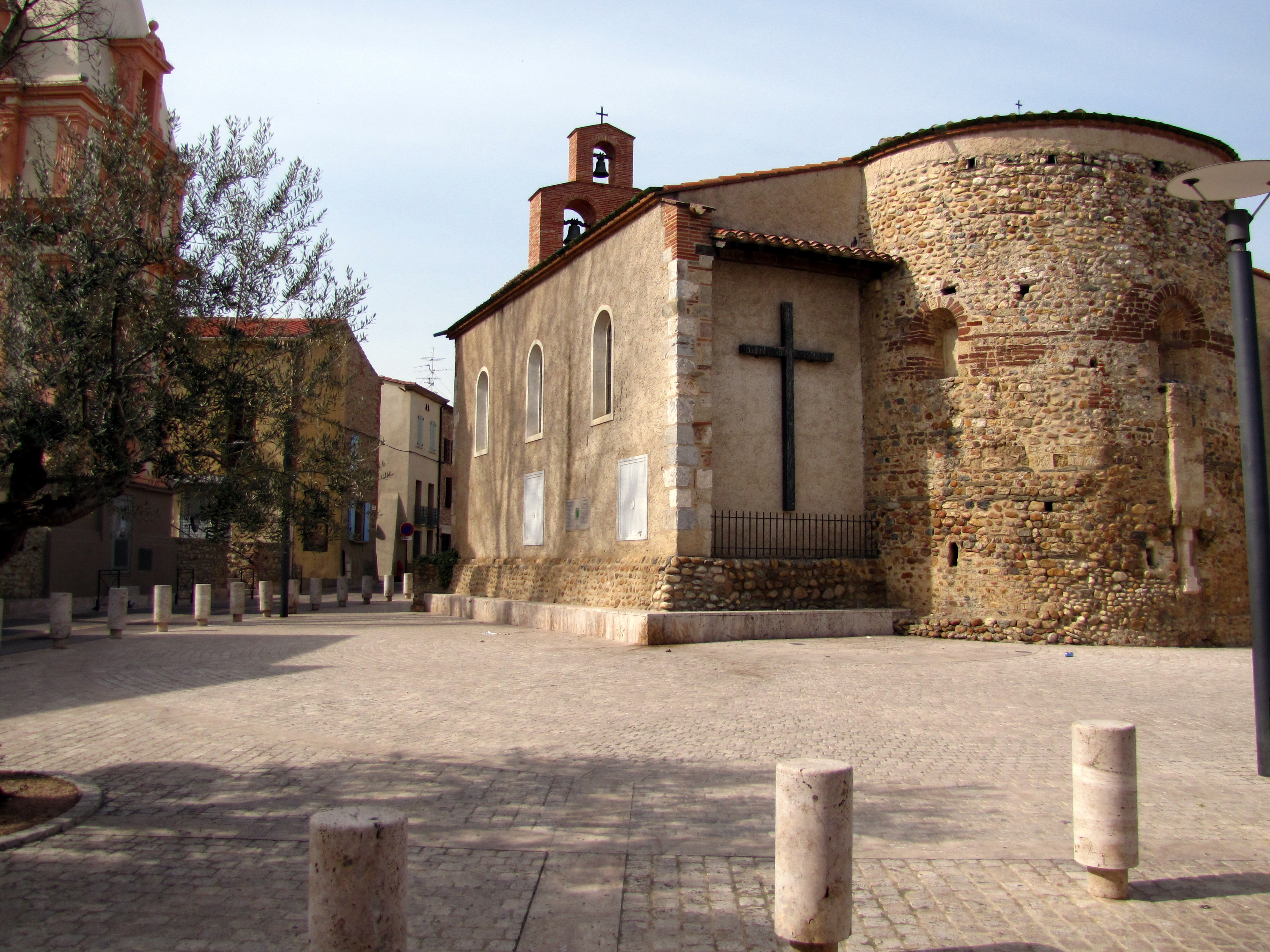
Kirche de l’Assomption de la Vierge

- Kirche de l’Assomption de la Vierge de Toulouges (auch: Kirche Sainte-Marie de Toulouges), romanische Kirche aus dem 12. Jahrhundert, seit 1907/1959 Monument historique

## Gemeindepartnerschaft
- Seit 1982 besteht mit der spanischen Gemeinde Les Bourges Blanques in Katalonien eine Partnerschaft.